# テレビ進学塾
『テレビ進学塾』（テレビしんがくじゅく）は、1993年5月5日から同年9月15日までTBS系列局で放送されていたTBS製作のクイズ番組である。放送時間は毎週水曜 19:00 - 19:54 （日本標準時）、TBS系全国ネットの放送枠『ムーブ』で放送。

## 概要
芸能人チーム4人と天才小学生チーム4人の2チーム対抗戦で、小学校の学習範囲から出題される4択問題に挑む。
解答席は画面向かって左側が小学生チーム、右側が芸能人チーム。解答席には最高7文字表示できる3色ダイオードの電光表示板と周りに電飾があり、番組オープニングとエンディングでは橙色の文字で「テレビ進学塾」と表示されていた。問題に正解すると緑色の文字で「正解!!」と表示されて電飾が光り、不正解の場合には赤色の文字で「残念!!」と表示された。また、最後の並べかえクイズの時には、橙色の文字で解答者が並べ替えた解答が表示（例：A→B→C→D）、制限時間以内に答えられないと橙色の文字で「タイムオーバー」と表示された。
問題の難易度は四谷大塚進学教室が5段階で査定しており、難易度を星の数で表していた。星1個なら「特に易しい問題」、以下2個なら「基本問題」、3個なら「標準問題」、4個なら「難問」、5個なら「超難問」と設定され、難易度の目安としていた。
得点は赤色の7セグで、解答者の頭上に個人の得点表示板、個人得点表示板の上部中央に総合得点表示板、司会者席の頭上に芸能人チームが小学生チームにリードしている・リードされている得点差（芸能人チームがリードしていれば通常表示、リードされているとマイナス表示）を表示する表示板が設置されている。またセットには、10点単位で区切られている得点差を表すランプが各チームの解答席に向かって帯状に並んでいる。各チーム最高1000点差まで表示できるようになっており、小学生チームが赤・芸能人チームが青で表示されていた。同点のラインが司会者席の上部中央に引かれ、芸能人チームがリードすると青色のランプが同点のラインを超えて小学生チームのエリアに入り、小学生チームがリードすると赤色のランプが同点のラインを超えて芸能人チームのエリアに入った。
この番組は同じくTBSが製作する『オールスター感謝祭』の演出やシステムを流用しており、解答用のキーパッドとスタジオの観覧席（「感謝祭」では出場者200名が座る席）、出題画面や効果音（第1ピリオド出題時のジングルに使われるボーナスクイズ出題のジングル、解答時のカウントダウンや、チーム優勝決定時に使われるチャンピオン決定・10万円獲得時のファンファーレ）など、『感謝祭』の番組フォーマットを最大限に使っていた。ただし、オープニングのBGMは『感謝祭』とは異なり、平沢進の「嵐の海」を使用。
スポンサーは前番組『島田弁護協会』と同じく雪印グループの単独提供番組だった。
放送当時、ちょうどこの時間帯で放送中の他局の番組が「ドラゴンボールZ」という高視聴率番組が真裏にいたため、初回放送時に司会の島田紳助は「ドラゴンボールよりも面白いですよ～」と裏番組を意識した発言をしていた。
そういう厳しい時間帯ということもあり視聴率が振るわず番組終了となったが、最終回で島田は本番組を観ずにドラゴンボールを観続けていた視聴者に謝辞を述べて終了した。

## 出演

### 司会
- 島田紳助
- 佐藤B作

番組の進行は紳助とB作が行い、B作はルール説明・問題の読み上げ・正解の解説も担当。

## ルール
- 5ピリオド勝負（初回のみ4ピリオド）で、4人の合計得点で争う。小学生チームが圧倒的に強かったため、1993年6月16日放送分から芸能人チームのみが解答できるオープニングクイズが追加され、1人正解毎にアドバンテージとして20点獲得となる。
- 第1～第3ピリオドは、ピリオドごとに1つの教科から2～4問程出題。全員が解答して、各チーム1人正解毎に20点獲得。やり方は『感謝祭』の要領と同じだが、「予選落ち」や「タイムアップの鐘」は無く、あらかじめ決まっている数の問題をチーム全員で最後まで回答する。
- 第4ピリオドは「指名対決 1対1」。各チームの解答者が相手チームの中から1人を指名、センターのテーブルに向かい合って1対1の対戦、計8問出題される。相手チームの同じ解答者を連続で指名しても良い（なので、得点の低い解答者が重点的に狙われる事がある）。得点を獲得出来るのは1人だけで、1人だけ正解で40点獲得、両者正解の場合は早くボタンを押して解答した解答者が40点獲得。両者不正解の場合は引き分けで0点となる。
- 最終ピリオドは「並べかえクイズ」で1問出題。4つの選択肢を指定された順番に並べ替える。各チーム1人正解毎に40点獲得。
- 問題の制限時間は、最小10秒、最大60秒で、問題ごとに変動する。45秒と60秒は感謝祭では一切使われておらず、解答中のSEもここでしか聞けない長さのバージョンとなっていた。
- 小学生チームが勝利した場合は図書券5万円分、芸能人チームが勝利するとベンツ・ステーションワゴンが1人に1つずつ贈られた。また、芸能人チームは小学生チームに負けても得点差が150点～110点差以内なら子供用電動ベンツ、100点～60点差以内なら四輪バギー、50点差～同点ならジェットスキーが1人1つずつ贈られる。結果は、1993年8月11日放送分で引き分けとなり、ジェットスキーを獲得したが、それ以外は全て小学生チームに敗れた。また、負けはしたが60点差で四輪バギーを獲得した事がある。
- 小学生を子供に持つ母親を100名スタジオに招待して、解答者と同じクイズに答えながら、教育の参考にしてもらう施策を行なっていた。
- 本編終了後、視聴者へのプレゼントクイズ「宿題クイズ」として、その日に放送された問題に関連した4択問題が4問、並べ替え問題が1問の計5問を出題、答えをハガキに書いて送り、全問正解者の中から抽選で10名に1万円が贈られる。なお、解答は番組の翌週の宿題クイズの応募要項後に発表される。

## エンディングに表示される英文
『オールスター感謝祭』と同様に、スタッフロール中に以下の版権に関する英文が表示されていた。
| 「 | <原文> Devised by Mitchell Symons and Chris Kwantes and developed by Celador Productions, London, produced in association with Attcus TV and TBL, London. | 」 |

| 「 | <日本語訳> Mitchell SymonsとChris Kwantesによって考案され、ロンドンのCelador Productionsが開発し、ロンドンのAttcus TVとTBLが共同で制作した（番組です） | 」 |

## スタッフ
- 制作：森本仁郎
- 総合プロデューサー：深尾隆一
- 構成：詩村博史、腰山一生、高橋秀樹、水野しげゆき、高瀬真尚
- 問題作成：大石万蔵、勝又健、佐藤友樹、澤内隆、宮本哲也／樋口弘樹（現・ひぐちひろき）、宮田浩史、荒木美子、内海邦一、ドリアン助川
- 選曲：関谷行雄
- 協力：四谷大塚進学教室
- 技術協力：エヌ・エス・ティー
- 制作協力：創映企画
- プロデューサー・演出：加藤嘉一
- 製作著作：TBS